# Žabljak (Livno)
Pour les articles homonymes, voir Žabljak.
Žabljak (en cyrillique : Жабљак) est un village de Bosnie-Herzégovine. Il est situé dans la municipalité de Livno, dans le canton 10 et dans la fédération de Bosnie-et-Herzégovine. Selon les premiers résultats du recensement bosnien de 2013, il compte 2 894 habitants.

## Géographie
Le territoire du village est traversé par la rivière Žabljak, longue de 4 km, qui mêle ses eaux à la rivière Sturba pour former la rivière Plovuća, qui disparaît aux pieds des monts Dinara.

## Démographie

### Évolution historique de la population
| 1948 | 1953 | 1961  | 1971  | 1981  | 1991  | 2013  |
| ---- | ---- | ----- | ----- | ----- | ----- | ----- |
| -    | -    | 1 108 | 1 627 | 1 851 | 1 885 | 2 894 |

|  |